# Apindjis
Pour les articles homonymes, voir Apindji.
Les Apindjis (ou Apingi, Apinzi, Apindje, Pinji) sont un peuple d'Afrique centrale établi au Gabon. Ils font partie du groupe Okande-Tsogho.

## Histoire
Selon [André Raponda-Walker], les Apindjis seraient originaires de la ngounié et ils se seraient installés sur la rive droite de la ville de Mouila et la rivière Waka au début du XXe siècle. Pendant la période coloniale, leurs équipes de pagayeurs transportèrent missionnaires et fonctionnaires jusqu'à Mouila. Il ne reste aujourd'hui que quelques villages apindjis. Beaucoup de jeunes ont émigré vers les villes où ils se sont dispersés...

## Langue
Ils parlent une langue bantoue, l'apindji.